# Powiat Oldenburg
Powiat Oldenburg (niem. Landkreis Oldenburg) – powiat w niemieckim kraju związkowym Dolna Saksonia. Siedziba powiatu znajduje się w mieście Wildeshausen.

## Podział administracyjny
Powiat Oldenburg składa się z:
- 1 miasta
- 6 samodzielnych gmin (niem. Einheitsgemeinde)
- 1 gminy zbiorowej (Samtgemeinde)

Miasta:
| Lp. | Nazwa miasta | Ludność (31.12.2008) | Powierzchnia km² |
| --- | ------------ | -------------------- | ---------------- |
| 1   | Wildeshausen | 18.766               | 89,47            |

Gminy samodzielne:
| Lp. | Nazwa gminy      | Ludność (31.12.2008) | Powierzchnia km² |
| --- | ---------------- | -------------------- | ---------------- |
| 1   | Dötlingen        | 6.071                | 101,84           |
| 2   | Ganderkesee      | 13.576               | 138,26           |
| 3   | Großenkneten     | 30.316               | 176,17           |
| 4   | Hatten           | 13.847               | 103,44           |
| 5   | Hude (Oldenburg) | 15.814               | 124,64           |
| 6   | Wardenburg       | 15.968               | 118,66           |

Gminy zbiorowe:
| Lp. | Nazwa gminy | Ludność (31.12.2008) | Powierzchnia km² | Liczba gmin |
| --- | ----------- | -------------------- | ---------------- | ----------- |
| 1   | Harpstedt   | 11.148               | 210,37           | 8           |